# Manuale d'amore
Manuale d'amore es una película italiana de 2005 dirigida por Giovanni Veronesi en 2005, y protagonizada por Silvio Muccino, Carlo Verdone, Margherita Buy, Jasmine Trinca, Sergio Rubini y Luciana Littizzetto. Basada en una idea original de Vincenzo Cerami, el director Giovanni Veronesi aborda el misterioso mundo de las relaciones amorosas en sus diferentes expresiones. Manuale d'amore sirve de homenaje a Ettore Scola y Dino Risi, los grandes directores de la commedia all'italiana. El film logró una recaudación de 15 millones de euros en Italia, alzándose en el segundo puesto del año 2005 y logrando doce nominaciones a los David di Donatello.

## Sinopsis
La cinta narra las cuatro fases por las que atraviesa el amor: el enamoramiento, la crisis, la traición y el abandono. Para ello, utiliza a cuatro parejas diferentes que se encuentran en cada uno de estos estados amorosos. Tomasso y Giulia tienen su primera cita, el primer beso, los primeros instantes de convivencia, la pasión desenfrenada. Bárbara y Marco, en cambio, están atravesando su primera crisis que pretenden solventar teniendo un hijo. Ornella ha sufrido un amargo desengaño que la conduce a un irremediable odio al género masculino. Goffredo acepta el abandono y se apoya en un libro de autoayuda, Manuale d'amore, para superar esos dolorosos momentos.

## Reparto
- Carlo Verdone como Goffredo Liguori
- Luciana Littizzetto como Ornella
- Silvio Muccino como Tommaso
- Sergio Rubini como Marco
- Margherita Buy como Barbara
- Jasmine Trinca como Giulia
- Dino Abbrescia como Gabriele
- Rodolfo Corsato como Alberto Marchese
- Dario Bandiera como Piero
- Francesco Mandelli como Dante
- Anita Caprioli como Livia
- Anna Orso como madre de Margherita
- Sabrina Impacciatore como Luciana
- Luis Molteni como Luigi
- Eugenio Maestri como Aldo
- Elda Alvigini como maestra
- Manuela Gatti como madre de la chica en el pediatra